# Centrul Medical Hadassa

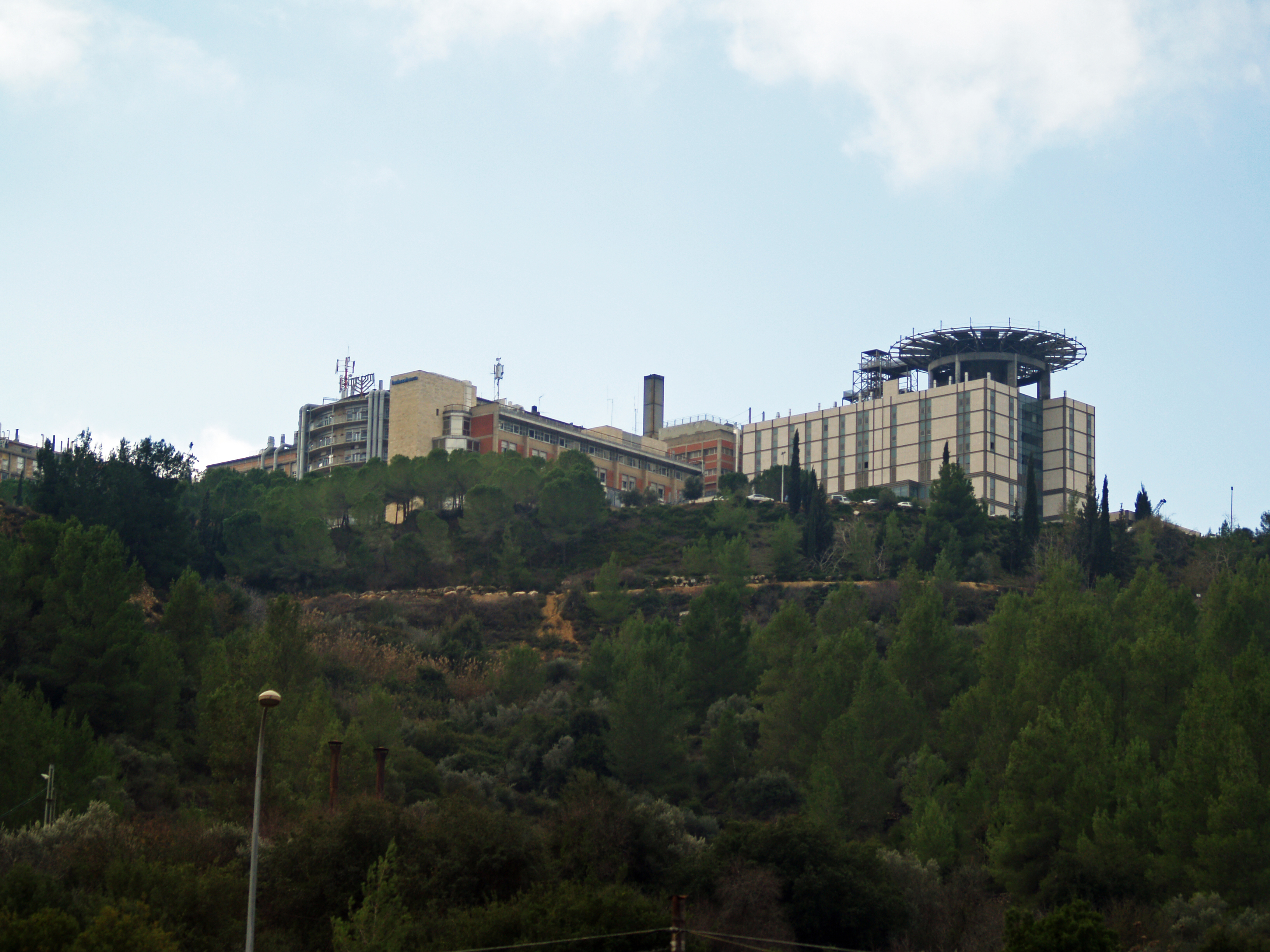
Clădirea principală a Centrului medical Hadassa, campusul din Ierusalim - Ein Kerem, fotografie de David Shankbone

Centrul Medical Hadassa (în ebraică המרכז הרפואי הדסה, transliterat: Hamerkaz Harefuyi Hadassa) este unul din cele mai mari centre medicale din Israel cu sediul la Ierusalim. El este al șaselea complex medical ca mărime din această țară și cuprinde două spitale universitare - unul în cartierul Ein Kerem și celălalt pe Muntele Scopus, afiliate la Facultatea de medicină a Universității Ebraice din Ierusalim. El mai cuprinde cinci școli universitare (facultăți) de profesii medicale - medicină, stomatologie, farmacie, ergoterapie și asistență medicală, în cooperare cu aceeași universitate, policlinici în Ierusalim (pe strada Strauss și policlinica Hadassa Optimal în parcul tehnologic Malha -) și la Tel Aviv.
Centrul medical a fost înființat în anul 1934 de către Organizația femeilor sioniste Hadassa din America, a cărei întemeietoare în anul 1912 a fost Henrietta Szold. Organizația femeilor sioniste Hadassa continuă să asigure in mare parte bugetul centrului până în momentul de față.
Misiunea declarată a Centrului medical Hadassa este „de a da o mână de ajutor tuturor, indiferent de rasă, religie sau origine etnică”.
Prin cele două campusuri ale sale, Centrul Medical Hadassa are peste 1000 paturi de spitalizare. 31 săli de operație si 9 unități de terapie intensivă. În cadrul său lucrează circa 5000 de angajați. Bugetul din anul 2020 al centrului medical a fost de 3 miliarde de NIS (shekeli israelieni noi).
Hadassa oferă servicii medicale private denumite prescurtat „Sharap Hadassa” care permit alegerea din rândurile medicilor cu experiență, a unor medici pentru consilii medicale, operații sau expertize. În 2014-2015 spitalul s-a aflat în deficit bugetar de 1,3 miliarde shekeli. Conducerea spitalului, guvernul israelian, Organizația femeilor sioniste Hadassa si sindicatele locale ale medicilor și celorlalti lucrători au ajuns la un acord pentru un plan de reabilitare financiară pe 7 ani. Statul participă cu 1,3 miliarde shekeli. În locul fostului director general Avigdor Kaplan a fost numit profesorul Zeev Rothstein. Actualmente directorul Centrului medical este prof. Yoram Weiss.

## Istorie

### Sfârșitul dominației otomane 1912-1915
Organizația femeilor sioniste Hadassa a luat ființă la New York în 1912 cu scopul de da asistență sanitară Ierusalimului aflat sub stăpânire otomană.
În 1913 Hadassa a trimis două surori medicale în Palestina. Ele au înființat la Ierusalim un dispensar medical public unde au dat servicii pentru mame cu copii, și pentru trahom, boală de ochi răspândită în Orientul Apropiat. În 1915, în cursul Primului Război Mondial dispensarul a fost închis de autoritătile otomane, care îi suspectau pe  cetățenii străini de simpatii pentru dușmani.

### În timpul administrației britanice în Palestina 1918-1945
După retragerea turcilor din Palestina și instalarea administrației britanice, în 1918 Hadassa a înființat o „unitate medicală sionistă americană” formată din 45 profesioniști în domeniul medical.
Aceasta a contribuit la crearea în Palestina a șase spitale, care, apoi, au devenit spitale municipale. În 1919 în clădirea vechiului spital Meir Rothschild care funcționa din 1888 pe strada Neviyim s-a deschis un nou spital, numit Hadassa - Rothschild, de asemenea o școală de surori medicale Spitalul a funcționat aici până în 1939 când s-a transferat pe Muntele Scopus. 

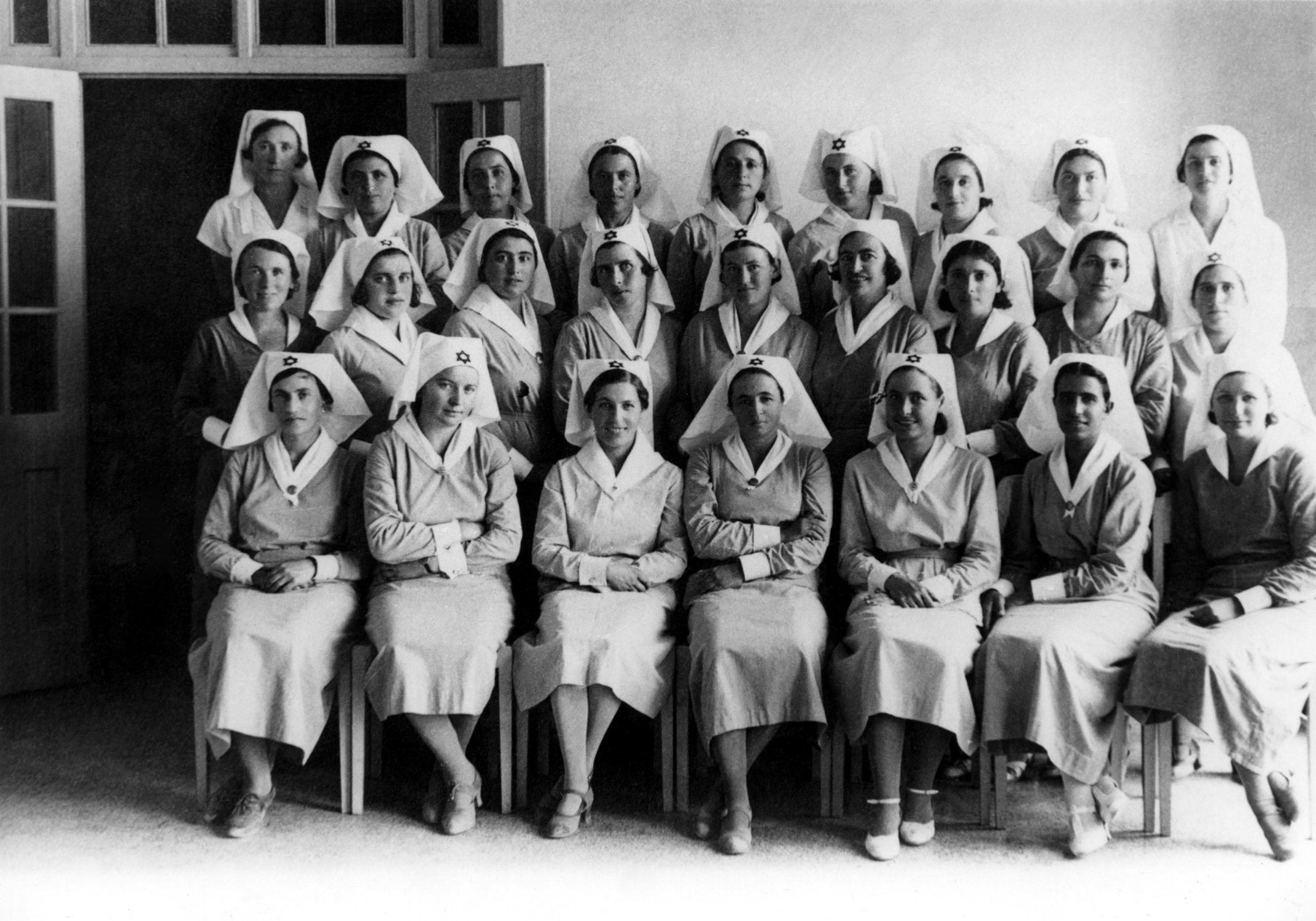
Surori medicale absolvente ale școlii Hadassa din Ierusalim în anii 1920.

În 1919 Hadassa a înființat prima școală de igienă din Palestina care a inițiat examinări medicale de rutină pentru elevii din școlile Ierusalimului. În timpul tulburărilor arabe din 1920 Hadassa a conferit ajutor medical răniților din ambele tabere. În acel an Henrietta Szold s-a mutat la Ierusalim pentru a dezvolta programe de sănătate comunitară și medicină preventivă.
În 1921 o soră medicală a Hadassei, Bertha Landman, a întemeiat la Ierusalim primul dispensar de tratament perinatal denumit Tipat Halav (Picătura de lapte). Paralel, la Tel Aviv a luat ființă Spitalul Hadassa Tel Aviv. 
În 1926 Hadassa a deschis primul centru de tratament al tuberculozei din Palestina la Safed (Tzfat). În 1929 a înființat la Ierusalim Centrul de sănătate Nathan și Lina Straus.
În anii 1930 a început planificarea unui nou spital pentru a înlocui spitalul evreiesc Hadassa-Rothschild. La 9 mai 1939 pe Muntele Scopus s-a inaugurat noua clădire a Spitalului Rothschild-Hadassa , primul spital universitar din Palestina.

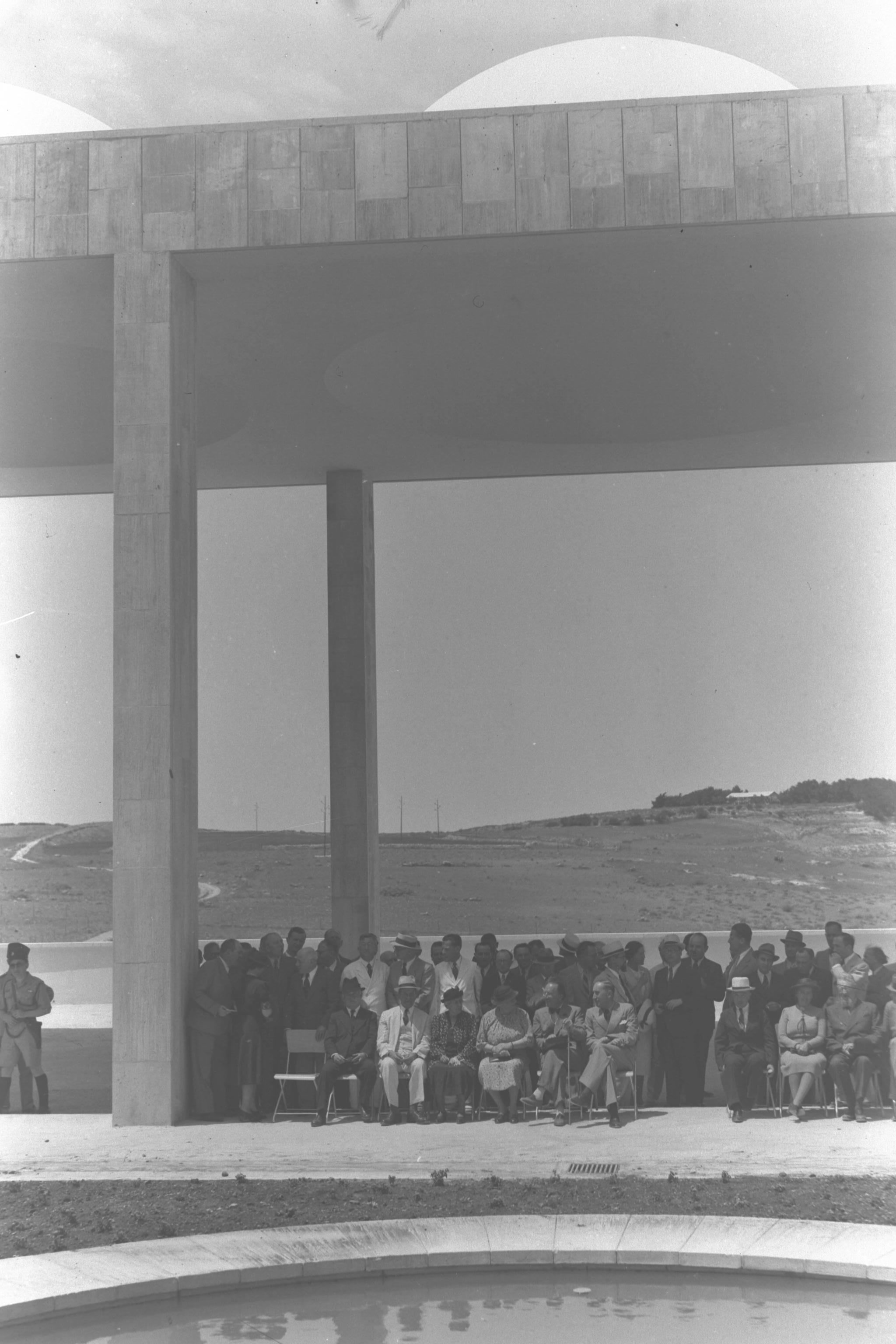
Ceremonia de inaugurare a Spitalului Hadassa pe Muntele Scopus, 9 mai 1939

Și la Hebron Organizația femeilor ebraice Hadassa a înființat în clădirea Hesed Avraham, cu trei etaje, ridicată în 1893 - un centru numit Beit Hadassa cuprinzând o farmacie, o sinagogă și un dispensar de pediatrie cu servicii medicale gratuite de pediatrie deopotrivă pentru evrei si arabi. În 1929 locul a fost martorul unui masacru al evreilor locali de către arabi.
În raportul ei din 1937, Comisia regală britanică cunoscută sub numele de Comisia Peel a exprimat aprecieri pentru activitatea organizației medicale Hadassa în Palestina:
„Organizația Medicală Hadassah a dezvoltat un sistem extins de policlinici în centrele și spitalele evreiești din principalele orașe... Deși în mod natural populația evreiască este principalul beneficiar al acestuia, serviciile medicale Hadassah sunt accesibile pentru toate comunitățile din Palestina și mulți din păturile arabe sărace s-au ajutat în mare măsură de activitatea organizației. Acestei filantropii desinteresate a Hadassei i se cuvine recunoașterea: ea reprezintă un pas real spre promovarea de bune sentimente între cele două seminții; însă, din păcate efectul acestei activități a fost micșorat de alte influențe”

## Campusurile Hadassei

### Spitalul Hadassa-Rothschild de pe strada Neviyim

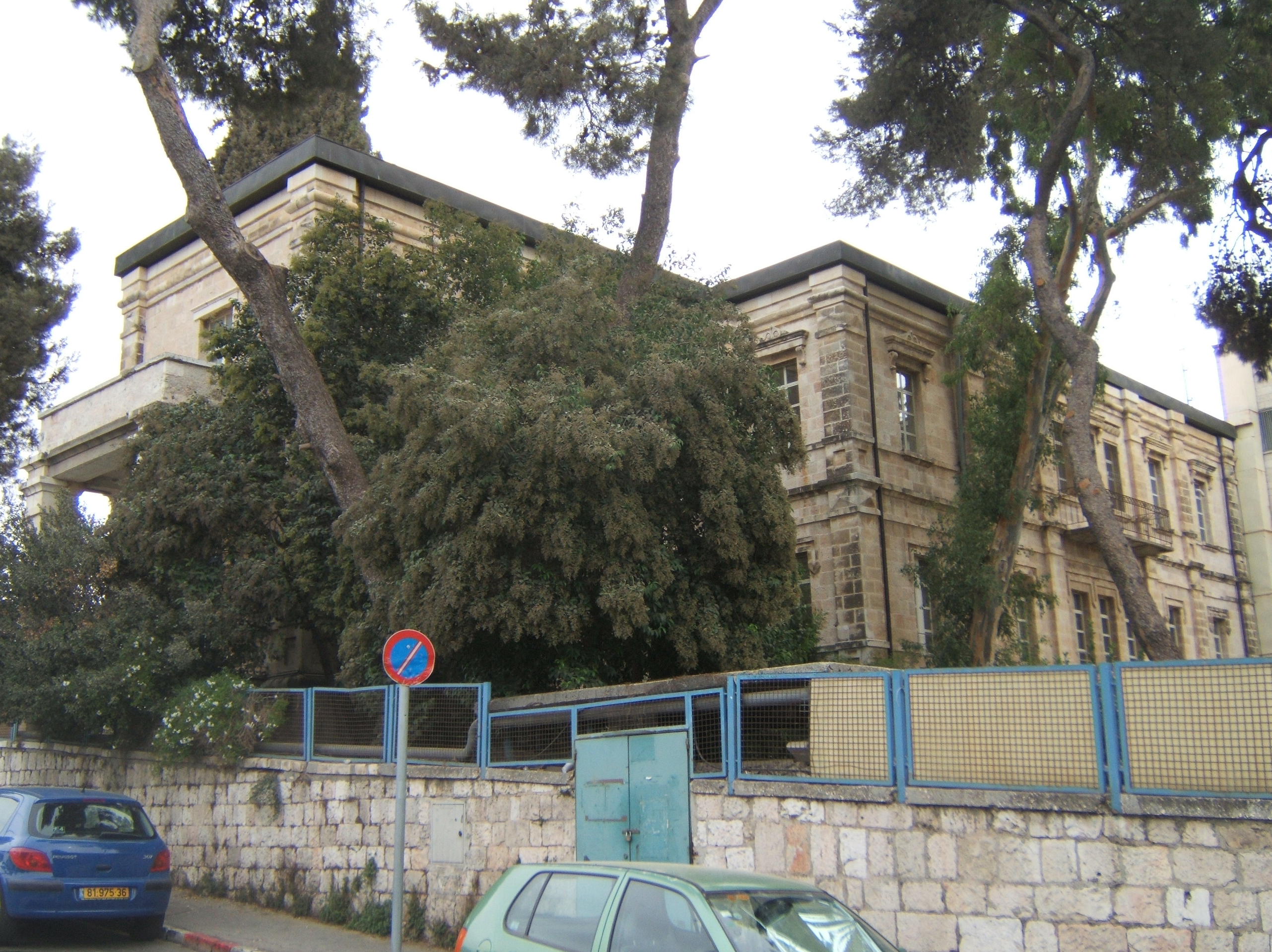
Fostul Spital Hadassa-Meir Rothschild pe strada Haneviyim din Ierusalim

- În două perioade diferite Spitalul Hadassa-Rothschild a funcționat în două locuri diferite de pe strada Haneviyim din Ierusalim.

În anul 1919 pe strada Neviyim 37 în clădirea care a aparținut înainte Spitalului Meir Rotschild. In această clădire a funcționat și Școala de surori Hadassa. Spitalul s-a mutat în 1939 pe Muntele Scopus. 
- După ce Muntele Scopus a devenit în anul 1948 o enclavă evreiască pe teritoriul controlat de Transiordania, Spitalul Hadassa a fost mutat in Ierusalimul de vest într-un ansamblu de clădiri de pe strada Haneviyim 82 care au servit până atunci Spitalul misionar englez din Ierusalim și Școala de fete a Misiunii anglicane. În 1963 Israelul a retrocedat clădirile proprietarilor lor. Clădirile spitalului englez găzduiesc astăzi Școala anglicană de fete, iar fosta clădire a Școlii de fete a fost dărâmată și în locul ei s-a construit Hotelul Hamerkaz (azi Prima Palace).

### Campusul de pe Muntele Scopus (Spitalul Hadassa-Har Hatzofim)
Spitalul a fost inaugurat pe Muntele Scopus în anul 1939, după ce piatra de temelie a fost pusă cu cinci ani mai devreme, în 1934. Clădirea spitalului a fost proiectată de arhitectul Erich Mendelsohn 
În martie 1948 în zilele Războiului de independență al Israelului, încă sub administrația mandatului britanic, comandantul forței arabe palestinene „Al Jihad al Muqaddas” (Războiul Sfânt), Abd-al-Kader al Husseini a amenințat să arunce în aer Spitalul evreiesc de pe munte, dar nu a pus in practică amenințarea. În schimb localnici arabi au început să atace în mai multe rânduri convoiul de medici, surori și alți salariați evrei către enclava în care se afla spitalul pe Muntele Scopus. La 13 aprilie 1948 când un asemenea convoi protejat a urcat spre munte, el a căzut într-o ambuscadă arabă și în câteva ore au fost ucise toate cele 77 persoane din convoi. Spitalul a fost evacuat și închis. Măcelul a rămas în istorie sub numele Măcelul convoiului Hadassa. (Tevakh Sheyarat Hadassa) 
În iunie 1967 în cursul Războiului de Șase Zile Muntele Scopus a fost recucerit de armata israeliană care a izgonit trupele iordaniene din Ierusalim. În 1975 după ce Organizația Femeilor Hadassa a reabilitat și lărgit spitalul de pe muntele Scopus, el a fost redeschis. El deservește în prezent toate cartierele evreiești și arabe din nordul și estul Ierusalimului. Spitalul are 300 paturi si peste 30 secții și policlinici, inclusiv centrul de medicină reabilitativă si de medicină paliativă („Hospice”). În zilele acestea directoarea spitalului este dr.Tamar Elram.

### Campusul Hadassa din Ein Kerem (Hadassa Ein Kerem)

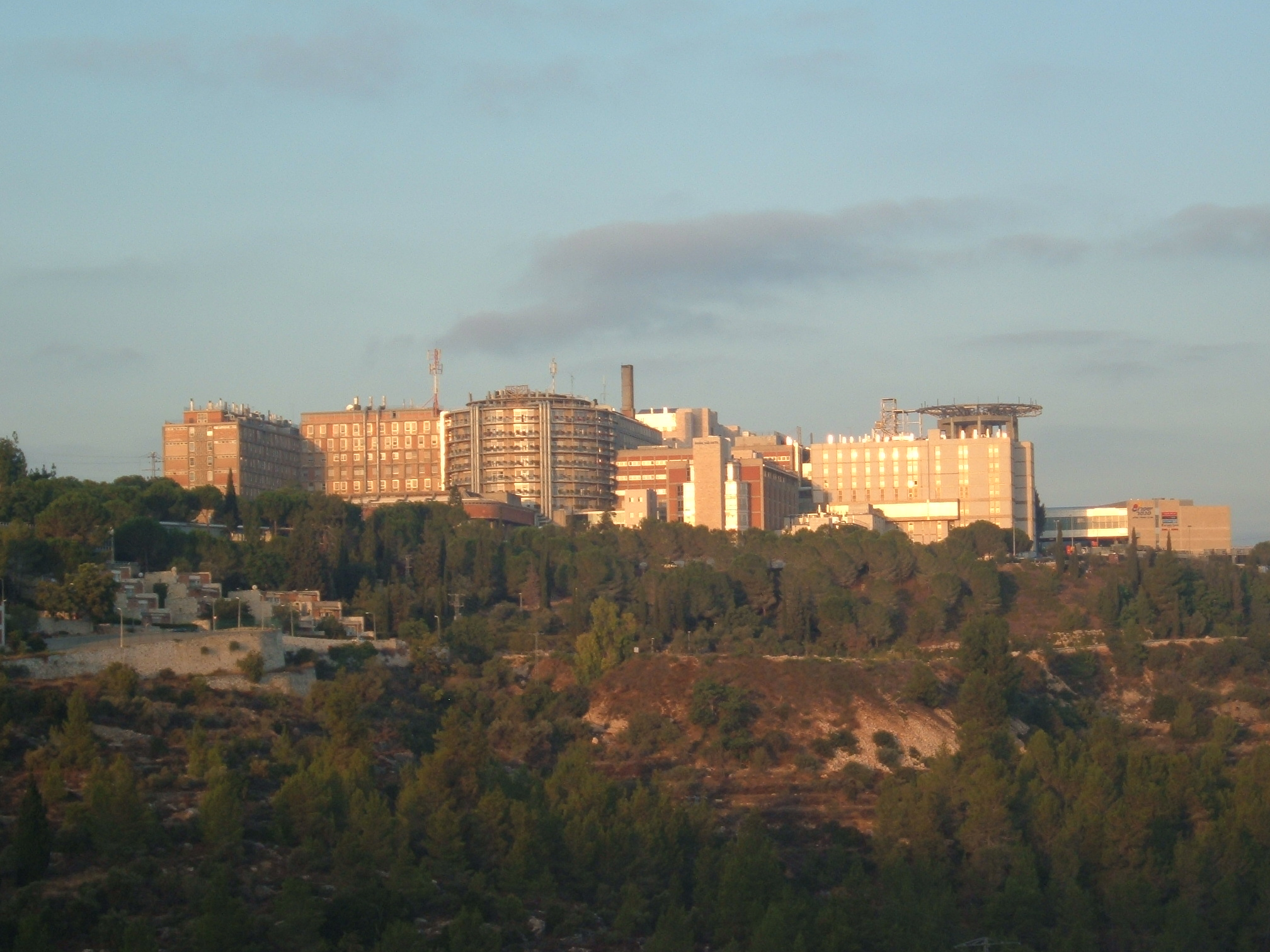
Spitalul Hadassa Ein Kerem în anul 2007

Între 1948-1961 nemai putând oferi servicii medicale pe Muntele Scopus, Hadassa a utilizat mai multe sedii în Ierusalim, inclusiv cel din strada Haneviyim 82. În 1961 a-a deschis Spitalul Hadassa pe un deal lângă cartierul (în trecut, satul) Ein Kerem în Ierusalimul de vest. Spitalul acesta are 700 paturi ,130 secții și policlinici și este specializat în medicina terțiară (secții și clinici de specialitate). Campusul central cuprinde 22 clădiri și se află într-o permanentă extindere. În anul 2012, anul centenarului Organizației Hadassa s-a încheiat construcția noului Turn de spitalizare Davidson cu o arie de 90 000 metri pătrați. În acest turn au fost transferate toate sălile de operații. În apropierea lui s-a deschis o stație a metroului ușor care deservește orașul. 
În anul 2006 s-a deschis și un hotel si un centru comercial destinat pacienților și aparținătorilor lor.
În prezent directorul spitalului din Ein Kerem este profesorul Yoram Weiss.

#### Campusul universitar
După ce ca urmare a izolării Muntelui Scopus de către militarii iordanieni în 1948, facultățile Universității Ebraice ai fpost tramsferat pe dealul Ghivat Ram din vestul Ierusalimului. La Ein Kerem a fost de asemenea creat un campus universitare în care s-au localizat Facultatea de medicină, Facultatea de stomatologie, Facultatea de farmacie, Facultatea de asistență medicală, Facultatea de ergoterapie, precum și Biblioteca Națională de Medicină a Israelului.

#### Sinagoga din Ein Kerem
Sinagoga campusului Hadassa din Ein Kerem a devenit renumită datorită celor douăsprezece vitralii realizate de pictorul Marc Chagall reprezentând cele Douăsprezece Triburi ale lui Israel. In campus mai funcționează ssinagoga Kaplan (dupa numele lui Aline Kaplan) si sinagoga Moshe Sabba Massri din Turnul-spital Davidson (2013).
Vreme de mulți ani rabinul spitalelor Hadassa a fost Rafael Yaacov Mann Rakowski. În prezent funcția este îndeplinită de rabinul Moshe Klein.

### Hadassa Medical Moscova
După căderea regimului comunist în Rusia, Organizația Hadassa a întemeiat un centru medical și la Moscova.
În anul 2021 el a oferit servicii ambulatorii de policlinică, medicina preventivă, radiologie inclusiv MRI, CT, second opinion, gastroscopie, examinarea densității osoase, ultrasonografie, mamografie. 
Uremeaza sa se deschidă și un spital cu 100 paturi, și cu săli de operații și unităti de terapie intensivă.